# Drifter (2023)
Drifter ist ein deutscher Spielfilm von Hannes Hirsch aus dem Jahr 2023. Die Premiere erfolgte im Februar 2023 bei der 73. Berlinale, Kinostart in Deutschland war am 2. November 2023.

## Handlung
Der 20-jährige Moritz zieht für seinen Freund Jonas nach Berlin. Als die monogame Beziehung mit diesem zerbricht, gibt Moritz seine romantischen Beziehungsideale auf. Er findet daraufhin Trost und Geborgenheit bei Noah. Der Enddreißiger hat sich ein ruhiges Leben mit seiner Freundin Clara eingerichtet. Die Langeweile treibt Moritz bald in das verheißungsvolle Nachtleben der deutschen Hauptstadt. Dort wird er mit vielen unterschiedlichen Menschen und verschiedenen Lebensstilen konfrontiert. In der Folge lernt sich Moritz selbst zu akzeptieren. Auch gelingt es ihm, die queere Community Berlins in ihrer Vielfalt und ihren Widersprüchen zu akzeptieren.

## Veröffentlichung
Die Uraufführung von Drifter, dem Debütfilm des Regisseurs, fand am 18. Februar 2023 bei den Internationalen Filmfestspielen Berlin in der Sektion Panorama statt.

## Auszeichnungen
Im Rahmen der Aufführung auf der Berlinale war der Film für den Panorama Publikumspreis nominiert. Drifter gelangte auch in die Auswahl für den LGBTIQ-Preis Teddy Award.
Drifter gewann den First-Steps-Award 2023 in der Kategorie „Bester Spielfilm“, außerdem war der Hauptdarsteller Lorenz Hochhuth für den Götz-George-Nachwuchs-Preis nominiert.
Der Film war außerdem für den Preis der deutschen Filmkritik 2023 nominiert (Hannes Hirsch für „Bestes Spielfilmdebüt“), Lorenz Hochhuth gewann den Preis der deutschen Filmkritik 2023 in der Kategorie „Bester Darsteller“.